# Pocket Cube
Il Pocket Cube (2×2×2) è una versione alternativa del cubo di Rubik composto da 4 quadrati per faccia anziché 9; il cubo consiste di 8 pezzi, tutti angolari.

## Storia

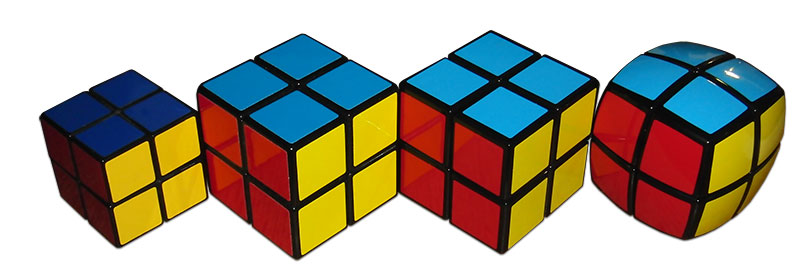
Varie versioni del cubo 2×2×2, da sinistra: Pocket Cube originale, cubo Eastsheen, V-Cube 2, V-Cube 2b

Nel marzo 1970, Larry D. Nichols inventò un "puzzle con i pezzi rotabili in gruppi" di dimensioni 2×2×2, e ne depositò una domanda di brevetto canadese. Il cubo di Nichols era tenuto insieme da dei magneti. A nichols venne riconosciuto lo (EN)  US3655201, United States Patent and Trademark Office, Stati Uniti d'America. l'11 aprile 1972, due anni prima che Rubik inventasse il suo rompicapo.
Nichols assegnò il suo brevetto al suo datore di lavoro, la Moleculon Research Corp., che fece causa alla Ideal nel 1982. Nel 1984, la Ideal perse la causa di violazione di brevetto e fece ricorso in appello. Nel 1986, la corte d'appello decretò che il cubo 2×2×2 di Rubik violava il brevetto di Nichols, ma revocò la sentenza per il cubo 3×3×3.

## Permutazioni
Le permutazioni di 8 angoli possibili sono 8 fattoriale posizioni e 7 dei cubi possono essere indipendentemente ruotati con 37 posizioni. Non c'è niente che fissa l'orientamento del cubo nello spazio e questo riduce le posizioni di un fattore 24 (6×4 poiché sei sono le facce che possono stare in alto e 4 quelle davanti). Quindi il numero di permutazioni possibile è
{\displaystyle {\frac {8!\cdot 3^{7}}{24}}=7!\,3^{6}=3674160}

## Metodi risolutivi
Ci sono parecchi metodi che si possono usare per risolvere il 2×2. I due metodi più popolari del 2×2 per la loro velocità sono il metodo Ortega (il migliore metodo da imparare senza dover memorizzare troppi algoritmi) e il metodo CLL. Entrambi i metodi sono provati con un potenziale di 4-5 secondi di media. Ultimamente sono stati introdotti metodi più complessi e ancora più veloci: il CLL e l'EG.

### Metodo a strati
Anche noto come LBL (Layer-By-Layer, "strato-per-strato"), è il metodo più semplice per risolvere il cubo 2×2×2, equivalente al metodo a strati utilizzato nel caso del cubo 3×3×3. Costituisce una versione ridotta del metodo CFOP, riducendosi a tre soli passaggi:
1. Completamento di uno strato. La faccia completata verrà poi generalmente posizionata in basso.
2. OLL (7 algoritmi): orientamento dell'ultimo strato (Orientation of the Last Layer), ovvero completamento della faccia opposta alla faccia di partenza, orientando i cubi dell'ultimo strato nel verso corretto. Vengono utilizzati gli stessi algoritmi validi per il cubo 3×3×3 oppure, in certi casi, algoritmi più semplici specifici per il cubo 2×2×2.
3. PLL (2 algoritmi): permutazione dell'ultimo strato (Permutation of the Last Layer), ovvero corretto posizionamento dei cubi dell'ultimo strato, in modo da risolvere l'intero cubo. Vengono utilizzati gli stessi algoritmi validi per il cubo 3×3×3.

### Metodo Guimond
La strategia di risoluzione è composta da 4 fasi:
1. Ricerca/creazione di una faccia con tre angoli con colori di facce opposte.
2. Posizionamento di angoli con colori di due facce opposte sulla faccia superiore ed inferiore.
3. Permutazione degli angoli delle facce superiori ed inferiori.
4. Permutazione primo e secondo livello.Pocket Cube risolto.

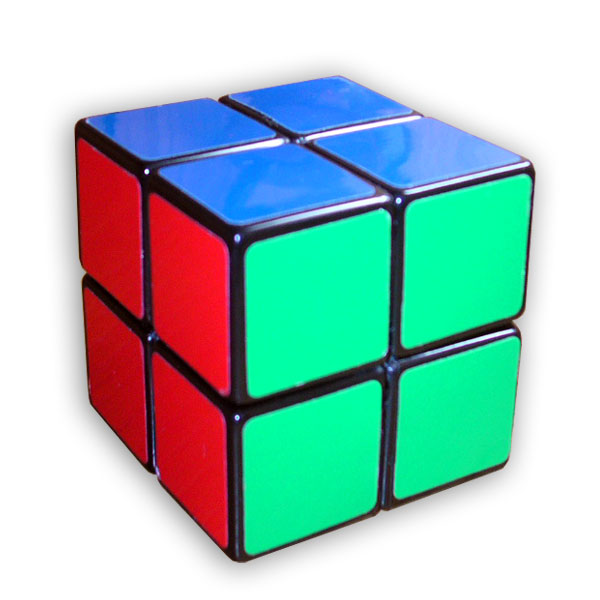
Pocket Cube risolto.

### Metodo Ortega
Il metodo Ortega è una versione più avanzata del metodo a strati, in cui i due strati del cubo vengono completati contemporaneamente. Il numero medio di mosse richiesto per completare il cubo con questo metodo è 20. Il metodo Ortega costituisce un metodo di risoluzione intermedio, ed è composto da tre passaggi:
1. Completamento di una faccia (non dell'intero strato).
2. OLL (7 algoritmi): orientamento dell'ultimo strato (Orientation of the Last Layer), ovvero completamento della faccia opposta alla faccia di partenza, orientando i cubi dell'ultimo strato nel verso corretto. Vengono utilizzati gli stessi algoritmi validi per il cubo 3×3×3 oppure, in certi casi, algoritmi più semplici specifici per il cubo 2×2×2.
3. PBL (5 algoritmi): permutazione di entrambi gli strati (Permutation of Both Layers), ovvero corretto posizionamento dei cubi dei due strati, in modo da risolvere l'intero cubo.

#### Disputa sul nome
Il metodo prende il nome da Victor Ortega, speedcuber ceco che lo rese popolare all'inizio degli anni 2000. Nel dicembre 2001, lo speedcuber Josef Jelínek aggiunse al proprio sito web il metodo Corners First di Ortega, come soluzione del cubo 3×3×3. Lo stesso Jelínek aveva già proposto un metodo per risolvere prima gli angoli del cubo con un approccio simile al metodo di Ortega. Il sito di Jelínek ha sempre sostenuto che il metodo di Ortega fosse "basato su Winning Solution, di Minh Thai" (libro del 1982 scritto dal vincitore del primo campionato del mondo del cubo di Rubik dello stesso anno). Il metodo venne adottato dagli appassionati del cubo 2×2×2 e divenne noto come "metodo Ortega".
Nel 2015, lo speedcuber e YouTuber Christopher Olson fece delle ricerche sull'origine del metodo Ortega. Olson scoprì che Jeffrey Varasano, detentore del record statunitense con il cubo di Rubik nel 1981, aveva proposto un nuovo metodo Corners First nel suo libro Jeff Conquers the Cube in 45 Seconds: And You Can Too! (ISBN 0812870972). Il metodo di Jeffrey era simile a quello utilizzato da Minh Thai per vincere il World Rubik's Cube Championship 1982, tuttavia Olson notò che riportava gli stessi passaggi presenti nel metodo proposto successivamente da Ortega. Questo portò Olson a pubblicare un video, il 23 agosto 2015, per proporre di rinominare il metodo come "metodo Varasano". Tuttavia, il nome non divenne altrettanto popolare e il metodo è ancora diffusamente chiamato Ortega, nonostante venga occasionalmente citato come "metodo Ortega-Varasano".

### Metodo CLL
Questo metodo è un metodo più complesso e ancora più veloce del Guimond. Le fasi principali sono 2:
1. Completare una faccia orientandone i colori.
2. Usare un algoritmo per completare l'ultimo strato (gli algoritmi sono 40).

### Metodo EG
Nuovo metodo sperimentale inventato da due speedcuber, Erik Akkersdijk (ex-detentore del record 2×2×2 sul singolo con un tempo di 0"96) e Gunnar Krig (ex detentore del record sul singolo del 3×3 con una mano), insieme al CLL è il metodo più veloce, ma anche quello più complesso. Il metodo si sviluppa in due fasi:
1. Completare una faccia non obbligatoriamete orientandola.
2. Completamento dell'ultimo strato e allo stesso tempo permutazione del primo.

L'unica differenza con il metodo CLL è che la prima faccia non deve essere per forza orientata, ma questo aumenta in modo sostanziale gli algoritmi da imparare. Questo è il metodo più complesso in assoluto con circa 120 algoritmi da imparare.

## Record

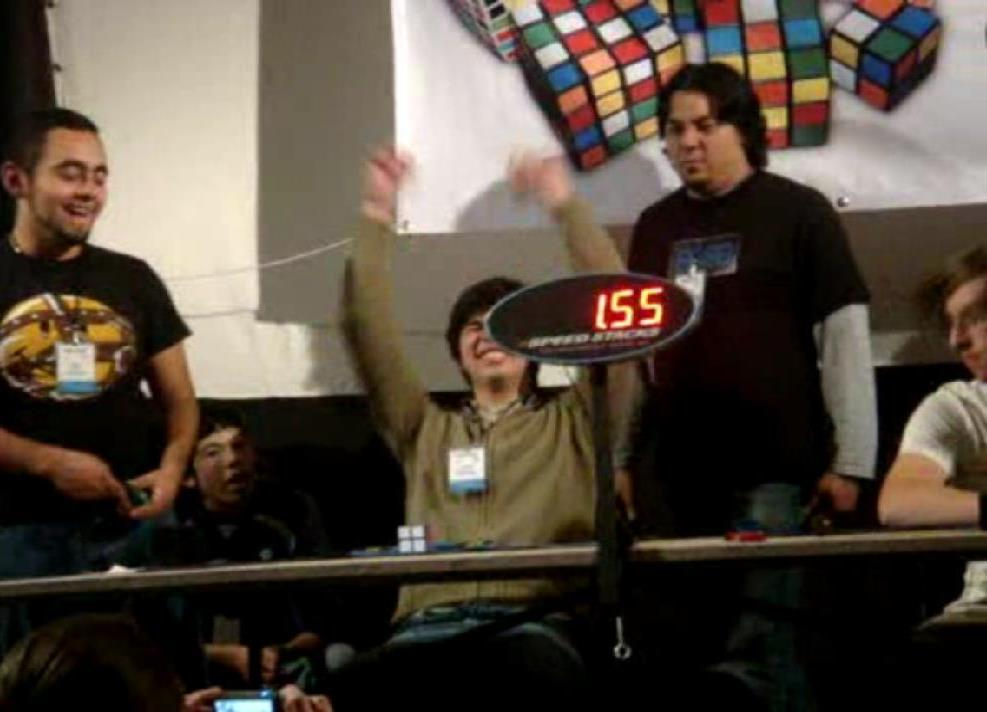
Il messicano Vicente Albíter risolve il cubo 2×2×2 in 1,55 secondi ai Mexican Open 2008

Il record mondo per la risoluzione di un cubo 2×2×2 è di 0,43 secondi, ottenuto dal polacco. Teodor Zajder il 5 novembre 2023 a Warsaw
Il record del mondo per la media su 5 risoluzioni (esclusi il tempo più lento e il tempo più veloce) è di 0.86 secondi ed è stato ottenuto dal cinese Yiheng Wang il 9 febbraio 2025 ai Chengdu Spring Open 2025 con i seguenti tempi (fra parentesi i tempi esclusi dal conteggio della media): 0.84, 0.89, (0.90), 0.85, (0.77)

### Classifica dei 5 tempi migliori (singolo)
| Nome                | Tempo migliore | Evento                         |
| ------------------- | -------------- | ------------------------------ |
| Teodor Zajder       | 0,43 s         | Warsaw Cube Masters 2023       |
| Vako Marchilashvili | 0,44 s         | Tbilisi April Open 2024        |
| Guanbo Wang         | 0,47 s         | Northside Sprint Saturday 2022 |
| Maciej Czapiewski   | 0,49 s         | Grudziadz Open 2016            |
| Sebastian Lee       | 0,49 s         | NSW Stare Championship 2025    |

### Classifica dei 5 tempi migliori (media su 5 risoluzioni)
| Nome                            | Media migliore | Evento                                              |
| ------------------------------- | -------------- | --------------------------------------------------- |
| Yiheng Wang                     | 0.88 s         | Hangzhou Open 2024                                  |
| Nigel Phang                     | 0.90 s         | Singapore Skewb March 2025                          |
| Zayn Khanani                    | 0.92 s         | New-Cumberland Country 2024                         |
| Sujan Feist                     | 0.94 s         | Somerset September 2024                             |
| Teodor Zajder Antonie Paterakis | 0.97 s         | Energy Cube Bialoleka 2024 Warm Up Portugalete 2024 |